# Moeschler-Clarren-Syndrom
Das Moeschler-Clarren-Syndrom ist eine sehr seltene angeborene Erkrankung mit den Hauptmerkmalen einer Hemifazialen Mikrosomie (Kleinwuchs einer Gesichtshälfte) kombiniert mit einer Fehlbildung (Defekt) der Speiche. Das Syndrom wird jetzt als Teil des Okulo-aurikulo-vertebralen Spektrums angesehen.
Synonyme sind:  Goldenhar-Syndrom mit ipsilateralem radialen Defekt; OAVS mit radialem Defekt; englisch Oculoauriculovertebral Spectrum with Radial Defect; Hemifacial Microsomia with Radial Defects
Die Bezeichnung bezieht sich auf die Erstautoren der Erstbeschreibung aus dem Jahre 1982 durch die US-amerikanischen Ärzte John Moeschler und Sterling K. Clarren.

## Verbreitung
Über Häufigkeit, Vererbungsmodus und Ursache dieser Kombination ist nichts Genaues bekannt, bislang wurde über 32 Patienten berichtet.
Ein autosomal-dominanter Erbgang wurde von Moeschler und Clarren vermutet.

## Geschichte
Die Kombination von OAVS mit radialen Defekten wurde bereits früher beschrieben, allerdings wurden die Radiusdefekte als Bestandteil des OAVS angesehen.